# Departamento General Felipe Varela
Das Departamento General Felipe Varela liegt im Westen der Provinz La Rioja im Nordwesten Argentiniens und ist eine von 18 Verwaltungseinheiten der Provinz.
Namensgeber des Departamentos ist Felipe Varela, ein argentinischer Militär (Caudillo) aus der Provinz Catamarca, der sich im 19. Jahrhundert militärisch für den Föderalismus und gegen den auf die Hauptstadt Buenos Aries bezogenen Zentralismus einsetzte. Bis 2015 hieß die Verwaltungseinheit Departamento Coronel Felipe Varela. Nachdem Varela 2012 post mortem vom Coronel zum General befördert worden war, wurde 2015 die Verwaltungseinheit entsprechend umbenannt.
Es grenzt im Norden an das Departamento General Lamadrid, im Osten an das Departamento Chilecito, im Südosten an das Departamento Independencia und im Süden und Westen an die Provinz San Juan.
Die Hauptstadt des Departamento General Felipe Varela ist Villa Unión.

## Städte und Gemeinden
Das Departamento Coronel Felipe Varela ist in folgende Gemeinden aufgeteilt:
- Aicuña
- Banda Florida
- Guandacol
- Los Palacios
- Los Tambillos
- Pagancillo
- Puerto Alegre
- Santa Clara
- Villa Unión